# Сјако (Удине)
Сјако је насеље у Италији у округу Удине, региону Фурланија-Јулијска крајина.
Према процени из 2011. у насељу је живело 120 становника. Насеље се налази на надморској висини од 132 м.